# Безпека доступу до пам'яті
Безпека доступу до пам'яті (англ. Memory safety)  — концепція в розробці програмного забезпечення, метою якої є запобігти виникненню програмних помилок, що призводять до вразливостей пов'язаних з доступом до оперативної пам'яті комп'ютера, таким як переповнення буфера, завислі вказівники тощо.
Мови програмування з низьким рівнем абстракції, такі як C чи C++, що надають безпосередній доступ до пам'яті комп'ютера (довільна арифметика вказівників, виділення чи вивільнення пам'яті) та приведення типів, але в той же час не мають автоматичної перевірки меж масивів, не є безпечними з точки зору доступу до пам'яті.

## Вразливості, пов'язані з доступом до пам'яті
Одним із найрозповсюдженіших типів вразливостей програмного забезпечення є саме проблеми безпеки доступу до пам'яті. Даний тип вразливостей відомий протягом понад 30 років. Безпеку доступу до пам'яті слід розуміти як запобігання спробам використати або модифікувати дані в тих випадках, де це не було спроектовано при створенні програмного продукту.
Більшість критичних за продуктивністю програм створюють мовами програмування з низьким рівнем абстракції (C та C++), чим обумовлено виникнення вразливостей даного типу. Відсутність захищеності цих мов програмування дозволяє атакуючій стороні отримати повний контроль над програмою, змінювати потік керування, мати несанкціонований доступ до конфіденційної інформації. Існують різні варіанти рішення проблеми щодо доступу до пам'яті, механізми захисту повинні бути водночас ефективними як з точки зору безпеки, так і з точки зору продуктивності її виконання.
Перше історичне освітлення помилки пам'яті мало місце в 1972 році. Відтоді й надалі вона була проблемою багатьох програмних продуктів, засобом, що дозволяє застосовувати експлойти. Наприклад, Хробак Морріса використовував численні вразливості, значна частина котрих була зв'язана саме з помилками роботи із пам'яттю.

## Різновидності помилок пам'яті
Розрізняють декілька видів помилок пам'яті (вразливостей), які можуть виникати в деяких мовах програмування:
- Порушення меж масивів[en] (або вихід за межі масиву; англ. bounds checking) — спроба використання значень, що знаходяться поза допустимими межами. За звичай помилка виникає, якщо намагатись зберегти значення змінної поза межами яку не підтримує тип даних. Іншим відомим випадком порушення меж масивів є спроба звертатися до неіснуючої комірки масиву не перевіривши його межі[14]. Окремо виділяють помилку на одиницю[15], логічна помилка в алгоритмі, коли задана кількість ітерацій циклу виявляється на одиницю більше або менше необхідного, або ж виникає плутанина з початком відліку індексації масиву (у багатьох мовах вона починається з нуля а не з одиниці).

- - Переповнення буфера (англ. buffer overflow) — запис за межами виділеного об'єму пам'яті буфера. Виникає при спробі запису в буфер блоку даних, що перевищує розмір цього буфера. В результаті переповнення інші дані що знаходяться поруч з буфером може бути пошкоджено[16], інтерпретація інформації як виконуючого коду може бути порушена[17]. Використання даної вразливості є однією з найбільш популярних способів злому комп'ютерних систем[18].

- - Читання поза межами буфера[en] (англ. buffer over-read) — аномальне читання чи його спроба поза межами виділеного в пам'яті буфера. Наслідками можуть стати порушення безпеки системи (втрата конфіденційності), нестабільна та неправильна поведінка виконання програмного коду, помилки прав доступу до пам'яті[19]. Ця вразливість входить у список найбільш поширених та небезпечних помилок в програмному забезпеченні[20].

- Помилки при роботі з динамічною пам'яттю — неправильне використання динамічно виділяємої пам'яті та вказівниками. В даному випадку виділення пам'яті під об'єкти здійснюється під час виконання програми[21], що може спричинити помилки часу виконання[en] (англ. runtime system). До цієї вразливості схильні мови програмування з низьким рівнем абстракції, що підтримують безпосередній доступ до пам'яті комп'ютера (C, C++)[22].

- - Завислий вказівник (або символ покажчик; англ. dangling pointer)[23] — вказівник, що не має посилання на допустимий об'єкт відповідного типу. Цей вид вказівників виникає в разі, коли об'єкт був видалений (або переміщений), але значення вказівника не було змінено на нульове. У цьому разі він все ще вказує на ділянку пам'яті, де знаходився цей об'єкт і може стати причиною отримання конфіденційної інформації зловмисником. Також можливий випадок коли система вже перерозподілила адресну пам'ять під інший об'єкт, а доступ через завислий вказівник може зіпсувати розташовані там дані[24]. Особливий підтип помилки — використання після вивільнення (англ. use after free) (звернення до вже вивільненої області пам'яті) — є найбільш поширеною причиною помилок програм[25], наприклад вразливостей інтернет браузерів[26].

- - Звернення за нульовим вказівником (англ. null pointer) — так як нульовий вказівник має спеціальне зарезервоване значення, що повідомляє що даний вказівник не посилається на допустимий об'єкт[27], звернення за нульовим вказівником стане причиною обробки винятків[28] і призведе до аварійної зупинки програми.

- - Вивільнення завчасно не виділеної пам'яті — спроба вивільнити область оперативної пам'яті, яка не є виділеною (тобто на даний момент вільна). Найбільш часто це проявляться у випадку подвійного вивільнення пам'яті[29], коли виникає повторна спроба вивільнити вже вивільнену пам'ять. Дана дія може спричинити помилку керування пам'яттю в менеджері пам'яті[30]. Наприклад в мові програмування C це виникає при повторному виклику функції free з одним і тим же вказівником, де другий виклик намагається вивільнити не виділену пам'ять.

- - Використання різних менеджерів пам'яті — помилка полягає в розриві зв'язку аллокатор-деаллокатор пам'яті з використанням різних засобів для роботи з одним сегментом. Наприклад, в C++ використати free для ділянки пам'яті, виділеною за допомогою new або ж, аналогічно, використати delete після виклику malloc. Стандарт C++ не описує який-небудь зв'язок між new/delete та функціями роботи з динамічною пам'яттю з мови C, хоча new/delete в загальному випадку і реалізовані через обгортки malloc/free[31][32], та змішане використання може спричинити невизначену поведінку програми[33].

- - Втрата вказівника — втрата адреси виділеного фрагмента пам'яті під час перезапису його новим значення, що посилається на іншу ділянку пам'яті[34]. При цьому адресована попереднім вказівником пам'ять стає недосяжною. Такий тип помилки приводить до явища витоку пам'яті (англ. memory leak), так як виділена пам'ять більше не може бути вивільнена. В мові програмування C це може трапитися при повторному присвоюванні результату функції malloc одному і тому ж вказівнику, без проміжного вивільнення пам'яті.

- Неініціалізовані змінні[en] (англ. uninitialized variable) — змінні, що були об'явлені[en] без присвоєння значення. При спробі їх використання значення вони все ж матимуть, але, загалом, важко передбачуване (зчитується попередня, неперезаписана у ділянку пам'яті інформація). Вразливість для пам'яті може виникати за наявності неініціалізованих завислих («диких») вказівників[35]. Такі вказівники в своїй поведінці схожі з завислими вказівниками, спроба звернення до них у більшості випадків буде супроводжуватися помилками сегментації чи пошкодженням даних. Однак, можливе отримання конфіденційної інформації, тої що могла лишитися в даній області пам'яті після попереднього використання[36][37].

- Помилки нестачі пам'яті — проблеми, що виникають при нестачі кількості доступної пам'яті для даної програми.

- - Переповнення стека (англ. stack overflow) — перевищення програмою кількості інформації, яка може знаходитися у стеку викликів (вказівник вершини стеку виходить за межі допустимої області). При цьому програма аварійно завершується[38]. Причиною помилки може бути глибока (або нескінченна) рекурсія, або виділення великої кількості пам'яті для локальних змінних у стеку[39].

- - Переповнення купи[en] (англ. out of memory) — спроба програми виділити більшу кількість пам'яті, ніж їй доступно. Виникає внаслідок частого і, частіше всього, невірного користування динамічною пам'яттю[40]. У разі виникнення помилки, операційна система завершить найбільш умісний з її точки зору процес (той що викликав помилку, але інколи — довільний[41]).

## Виявлення помилок
Можливі помилки роботи з пам'яттю можуть бути встановлені як під час компіляції програми, так і під час її виконання (налагодження програми).
Окрім попереджень з боку компілятора, для виявлення помилок до моменту збірки програми використовуються статичні аналізатори коду. Вони дозволяють покрити значну частину небезпечних ситуацій досліджуючи вихідний код більш детально, ніж поверхневий аналіз компілятора. Статичні аналізатори можуть виявити:
- вихід за межі масивів;
- використання завислих (а також нульових або неініціалізованих) вказівників;
- неправильне використання бібліотечних функцій;
- витік пам'яті, як наслідок неправильної роботи з вказівниками.

Під час налагодження програми можуть використовуватися спеціальні менеджери пам'яті. У даному випадку навколо аллоційованих в купі об'єктів створюються «мертві» області пам'яті, потрапляючи в які стає можливим виявити помилки. Альтернативою є спеціалізовані віртуальні машини, що перевіряють доступ до пам'яті (Valgrind). Виявити помилки допомагають системи інструментування коду, в тому числі забезпечені компілятором (Sanitizer).

## Способи забезпечення безпеки
Більшість мов програмування високого рівня забезпечують рішення таких проблем шляхом видалення з мови арифметики вказівників, обмеженням можливості приведення типів, а також введенням збирання сміття (англ. garbage collection) як єдиної схеми управління пам'яттю. На відміну від низькорівневих мов, де важливою є швидкість виконання, високорівневі, загалом, здійснюють додаткові перевірки, наприклад меж при звертанні до масивів та об'єктів.
Щоб уникнути витоку пам'яті і ресурсів та забезпечити безпеку щодо винятків у сучасному C++ використовуються розумні вказівники. Зазвичай вони являють собою клас, що імітує інтерфейс звичайного вказівника, чим розширює його функціональність, наприклад перевірку меж масивів та об'єктів, автоматичне управління виділенням та вивільненням пам'яті для виконуваного об'єкта. Вони допомагають реалізувати ідіому «Отримання ресурсу є ініціалізація», що означає: отримання об'єкта неподільно зв'язано з його ініціалізацією, а вивільнення — із його знищенням.
При використанні бібліотечних функцій слід приділяти увагу значенням що з них повертаються, щоб виявити можливі порушення в їх роботі. Функції для роботи з динамічною пам'яттю в мові C сигналізують про помилку (нестача вільної пам'яті запрошеного розміру), повертаючи замість вказівника на блок пам'яті нульовий вказівник; в C++ використовується обробка винятків. Правильна обробка даних ситуацій дозволяє уникнути неправильного (аварійного) завершення програми.
Підвищенню безпеки сприяє перевірка меж при використанні вказівників. Подібні перевірки додаються під час компіляції та можуть сповільнювати роботу програм; для їх пришвидшення були розроблені спеціальні апаратні додатки (наприклад Intel MPX).
На нижніх рівнях абстракцій існують спеціальні системи, що забезпечують безпеку пам'яті. На рівні операційної системи цим займається менеджер віртуальної пам'яті, він розподіляє доступні області пам'яті для окремих процесів (підтримка багатозадачності), та засоби синхронізації для підтримання багатопоточності. Апаратний рівень також, як правило, включає певні механізми, такі як кільця захисту.